# Berenguer Ramon I av Barcelona
Berenguer Ramon I av Barcelona, död 1035, var regerande greve av Barcelona mellan 1018 och 1035.
Han beskrivs som en diplomatisk och fredlig regent. Trots detta underminerades hans auktoritet: delvis på grund av hans fredspolitik, eftersom hans adel hade föredragit korståg mot morerna; och delvis på grund av hans mor Ermesinde av Carcassonne, som fungerade som regent 1018-1023 och fortsatte att fungerade som hans de facto medregent, något som sänkte hans auktoritet på grund av sexism.